# Ибисови
Ибисовите (Threskiornithidae) са семейство птици.
Съществуват около 30 вида. Живеят при топъл и умерен климат, обикновено на колонии, край водоеми. Хранят се с риби, безгръбначи, жаби и др.
В България гнезди рядко блестящият ибис.
Свещеният ибис е бил обект на религиозен култ в Древен Египет.